# 外本ケンセイ
外本 ケンセイ（ほかもと ケンセイ）は、日本の漫画家。外本健生名義での活動もある。
2023年より『サンデーうぇぶり』（小学館）にて夜馬裕原作による『厭談夜話』を連載している。
熊本県出身、東京都国分寺市在住。

## 来歴
外本健生名義で『月刊少年ファング』（リイド社）にて『BLACKLADE』で連載デビューを果たす。
2017年、『週刊ヤングマガジン』（講談社）にて昌子春の原作によるサッカー賭博を描いた『ピッチディーラー ‐蹴球賭場師‐』の連載を開始。
2018年、外本ケンセイ名義で『ヤングキング』（少年画報社）にて、シリアルキラーの臓器売買を行う「兄弟バディサスペンス」の『黒医者のデザート』の連載を開始。同作は2019年に連載を終了。
2019年、Webマンガ誌『COMIC Hu』（KADOKAWA）が創刊され、創刊ラインナップの1作として、医者と刑事が上級国民を鉄槌を下すストーリー『上級国民スレイヤー』の連載を開始。
2020年、『ヤングキング』8号より、ブラックな営業会社で働いていたがクビになり法律事務所の事務員として働くこととなった主人公を描いた『さよならブラック企業 働く人の最後の砦「退職代行」』の連載を開始。2022年に第1部が完結する。
2023年より『サンデーうぇぶり』（小学館）にて、夜馬裕原作による『厭談夜話』を連載開始。同年6月、『ヤングキング』14号より『さよならブラック企業』の第2部『さよならブラック企業 〜ヒーロー弁護士 如月樹の本懐〜』の連載を開始し、2024年6月に連載終了。

## 作品リスト

### 連載
- BLACKLADE（『月刊少年ファング』[5]） - 外本健生名義[5]
- ピッチディーラー ‐蹴球賭場師‐（原作：昌子春、『週刊ヤングマガジン』2017年10号[6] - 2017年43号[19]） - 外本健生名義[6]
- 黒医者のデザート（『ヤングキング』2018年16号[8] - 2019年15号[10]）
- 上級国民スレイヤー（『COMIC Hu』2019年11月19日[11] - ）
- さよならブラック企業 働く人の最後の砦「退職代行」（監修：小澤亜季子[20]、『ヤングキング』2020年8号[13] - 2022年11号[15]） - 第1部[15]
  - さよならブラック企業 〜ヒーロー弁護士 如月樹の本懐〜（監修：竹内瑞穂[21]、『ヤングキング』2023年14号[16] - 2024年14号[18]） - 第2部[16]
- 厭談夜話（原作：夜馬裕、『サンデーうぇぶり』2023年2月24日[2] - 連載中）

### 読み切り
- タイトル不明（「うらめしや少年画報社」企画[22]、2018年） - 外本健生名義[22]。『黒医者のデザート』2巻に収録。
- 終着駅（『ヤングキング』2019年17号[23]） - 『最恐2021』に収録。

### 書籍
- 『ピッチディーラー ‐蹴球賭場師‐』、原作：昌子春、講談社〈ヤングマガジンコミックス〉2017年、全3巻、外本健生名義[6]
  1. 2017年6月6日発売[24][25]、ISBN 978-4-06-382971-6
  2. 2017年9月6日発売[26]、ISBN 978-4-06-510128-5
  3. 2017年12月6日発売[27]、ISBN 978-4-06-510534-4
- 『黒医者のデザート』、少年画報社〈ヤングキングコミックス〉2019年、全3巻
  1. 2019年1月15日発売[28][29]、ISBN 978-4-7859-6361-3
  2. 2019年5月13日発売[30]、ISBN 978-4-7859-6432-0
  3. 2019年9月9日発売[31]、ISBN 978-4-7859-6511-2
- 『上級国民スレイヤー』、KADOKAWA〈ヒューコミックス〉2020年 - 2021年、全2巻
  1. 2020年6月4日発売[32][33]、ISBN 978-4-04-064678-7
  2. 2021年4月2日発売[34]、ISBN 978-4-04-065971-8
- 『さよならブラック企業 働く人の最後の砦「退職代行」』、監修：小澤亜季子、少年画報社〈ヤングキングコミックス〉2020年 - 2022年、全5巻
  1. 2020年10月12日発売[35][36]、ISBN 978-4-7859-6772-7
  2. 2021年3月22日発売[37]、ISBN 978-4-7859-6882-3
  3. 2021年11月22日発売[38]、ISBN 978-4-7859-7033-8
  4. 2022年3月14日発売[39]、ISBN 978-4-7859-7095-6
  5. 2022年7月25日発売[40]、ISBN 978-4-7859-7192-2
- 『厭談夜話』、原作：夜馬裕、小学館〈サンデーうぇぶり〉2023年 - 、既刊7巻（2025年7月11日現在）
  1. 2023年7月12日発売[41][42]、ISBN 978-4098525362
  2. 2023年11月10日発売[43]、ISBN 978-4-09-852861-5
  3. 2024年3月12日発売[44]、ISBN 978-4-09-853144-8
  4. 2024年7月11日発売[45]、ISBN 978-4-09-853426-5
  5. 2024年11月12日発売[46]、ISBN 978-4-09-853685-6
  6. 2025年3月12日発売[47]、ISBN 978-4-09-854005-1
  7. 2025年7月11日発売[48]、ISBN 978-4-09-854167-6
- 『さよならブラック企業 〜ヒーロー弁護士 如月樹の本懐〜』、監修：竹内瑞穂、少年画報社〈ヤングキングコミックス〉2024年、全2巻
  1. 2024年1月22日発売[49]、ISBN 978-4-7859-7592-0
  2. 2024年8月26日発売[50]、ISBN 978-4-7859-7747-4